# Isländisches Kajütenbuch
Isländisches Kajütenbuch ist ein Roman des Schriftstellers Werner Helwig.

## Inhalt
Der Ich-Erzähler unternimmt in den 50er Jahren zusammen mit seinem Freund, dem Angler und Brückenbaumeister Mister Brygg, eine abenteuerliche Reise nach Island. Die Anfahrt erfolgt mit einem alten Studebaker über Dänemark, Schweden und Norwegen und dann per Schiff. Im Innern der Insel geht es zu Fuß, per Boot auf den Myvatn und mit Hilfe des alten Bauern Geirr und Islandpferden über den zweitgrößten Gletscher der Insel, den Langjökull weiter, wobei sich das reale Geschehen zeitweise in das unwirkliche Reich isländischer Naturgeister verwandelt.

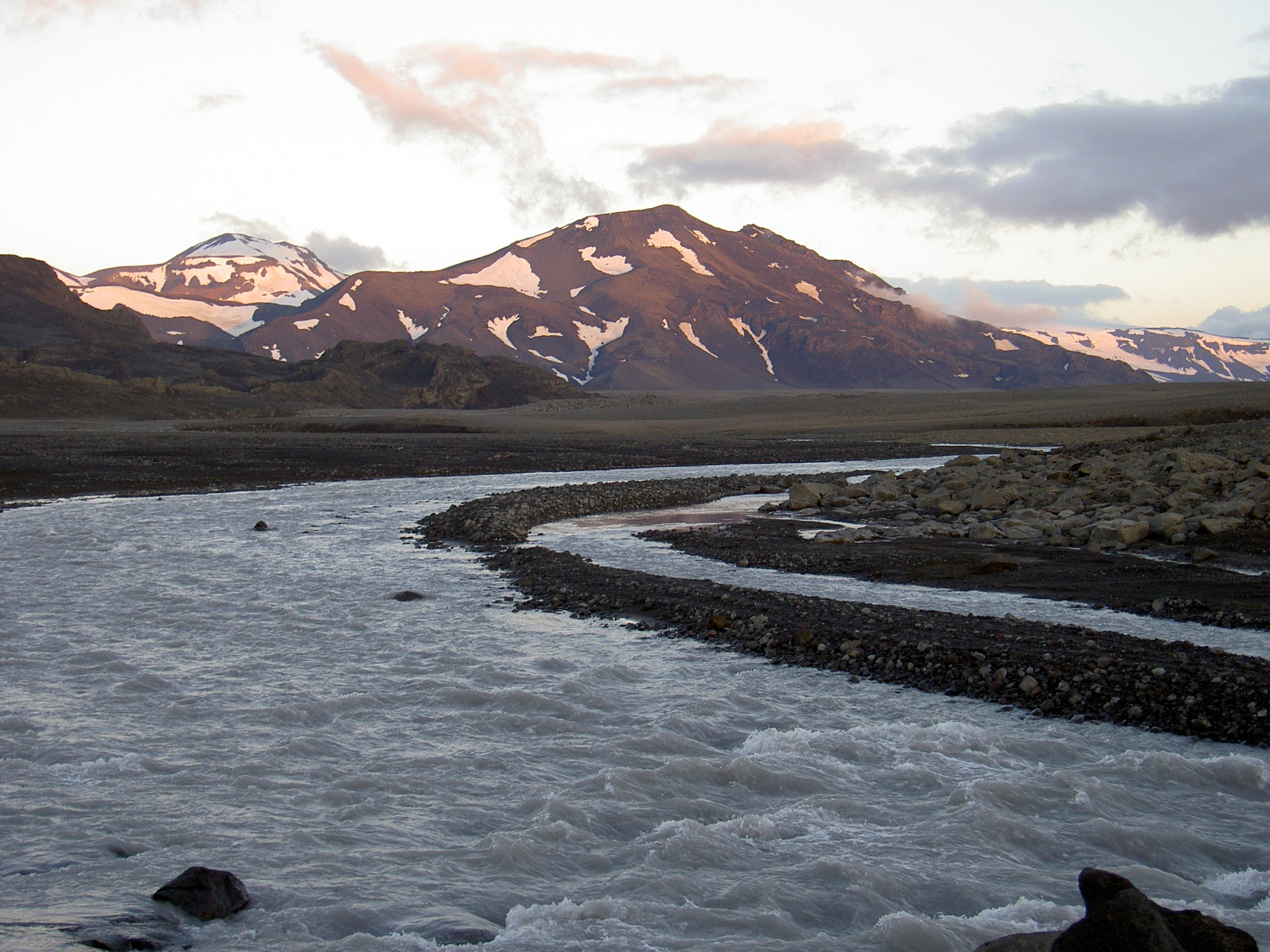
„...dessen Ausstrahlung von Kälte uns in die Mäntel zwang. Es wurde Nacht, bis wir den Langjökull erreichten.“ (S. 175)
Landschaft am Langjökull-Gletscher

 Unterbrochen wird die Handlung durch zahlreiche haarsträubende Erzählungen der beiden Freunde und durch die Geschichten der Einheimischen über die mythischen Geheimnisse Islands.

## Entstehungsgeschichte
Werner Helwig verbrachte den Zweiten Weltkrieg in Liechtenstein und hatte während dieser Zeit in der Schweiz Publikationsverbot. Er veröffentlichte 1950 den Roman zunächst unter dem Pseudonym Einar Halvid. Der ebenfalls emigrierte Künstler Richard Seewald illustrierte den Umschlag. Erst 1961 erschien der Roman – zunächst nur als Taschenbuchausgabe – in Deutschland. 1983 brachte der Limes-Verlag eine neu durchgesehene Buchausgabe heraus.

## Rezeption
Die 1983er-Ausgabe wurde von der Kritik wohlwollend aufgenommen. Die Rheinische Post vermerkte, dass „die Neuauflage des nostalgisch von Erlebnissen strotzenden Buches längst fällig“ gewesen wäre und der Literaturkritiker Peter Jokostra lobte vor allem die Schilderung der Gletscherwanderung: „Hier erreicht Helwigs Sprachkunst seinen Höhepunkt“ und beurteilt in der Tageszeitung Die Welt den Roman als „Meisterstück essayistisch reflektierender Prosa“. Der Schriftstellerkollege Karl Krolow bescheinigte in einer ausführlichen Buchrezension, dass dem Autor der Übergang von der Wirklichkeit in die „zweite Wirklichkeit“ der alten Island-Sagas „glänzend gelungen“ sei.

## Textanalyse und literarische Wertung
Das Buch ist kein Reisehandbuch, es ist eher ein Abenteuerbuch, das im ersten Teil, der Anreise nach Island, in einer für Helwig ungewohnt knappen Sprache geschrieben ist. Die eingebauten Erzählungen und Zwiegespräche des Ich-Erzählers und Mister Brygg sind voller Humor, sarkastischem Spott und augenzwinkernder Übertreibung. Nicht umsonst steht im Buchanfang ein Motto aus Grimms Märchen: „und der das jetzt erzählt hat, dem ist der Mund noch warm“.
Im zweiten Teil steigert sich die Sprache, die häufig von eindrucksvollen und poetischen Bildern bestimmt wird. „Der Schlaf ließ sein aufgelöstes Haar über uns fallen“, beschreibt Helwig den Zustand der beiden Wanderer, als sie erschöpft zum ersten Mal wieder im Trockenen schlafen konnten, und fährt fort: „Langes, aufgelöstes Haar, in welchem uralte Wasser ronnen, immer hinab, immer abwärts in die ewig unerforschte Tiefe“. Die Kunst des Romans besteht darin, dass er es vermag, den Leser genauso wie die beiden Protagonisten durch die Erzählkraft der Isländer mit ihren Elfen-, Troll- und Saga-Welten allmählich so in eine andere Wirklichkeit zu ziehen, dass der Übergang ins Nichtwirkliche zunächst kaum wahrgenommen wird.
Exkurs: Sagas

Am Ende des Buches erzählt ein Herr Kristmundsohn in der Hauptstadt Reykjavík den beiden von der Mentalität der Isländer und ihren Sagas. Ebenfalls einem Kristmundson entlockte der Autor 1972 in seinem 44-seitigen „unplatonischen Dialog“ mit dem Titel Skalde Egil durch geschicktes Nachfragen die Egils saga des Skallagrímsson; in weiteren Texten hat sich Helwig mit den isländischen Sagas beschäftigt.
Richard Bersch bezeichnet das Buch bzw. die Reise als einen Roman der Initiation. Der Höhepunkt, die Gletscherbesteigung, vermittle dem Icherzähler „eine Todeserfahrung, die sogleich in Lebenssehnsucht umschlägt“. Die Reise folge dem Muster einer Unterweltfahrt, wie sie in der griechischen und keltischen Mythologie bekannt sei.

## Zitat
„Die Pferde dampften und beizten uns mit dem Geruch ihres Schweißes. Wir hielten den Sattel sieben Stunden lang aus. Dann fing ein Stechen in den Schenkeln an, uns zu peinigen. Jedes Gespräch starb, kaum begonnen, an der Wurzel ab. Unablässig begleitete unseren Ritt ein Brachvogel, flatterte vor uns auf, ließ sich an unserem Pfad nieder und beäugte uns neugierig, bis wir nahe genug waren, um ihn zu erneutem Auffliegen zu veranlassen.“

### Textausgaben
- 1950: Diana Verlag, Zürich. Unter dem Pseudonym: Einar Halvid. Umschlagzeichnung von Richard Seewald
- 1961: Diana-Verlag, Konstanz und Stuttgart. Diana-Tb. Nr. 61
- 1983: Limes Verlag, Wiesbaden und München. Durchgesehene Neuausgabe. ISBN 3-8090-2200-4

### Sekundärliteratur
- Paul Hübner: Isländisches Kajütenbuch. Eine überfällige Neuauflage. In: Rheinische Post vom 30. Mai 1983
- Peter Jokostra: Von Elfen, Trollen und Schären-Nixen. In: Die Welt vom 11. Juni 1983
- Karl Krolow: Freude am Abenteuer. Werner Helwigs Isländisches Kajütenbuch. In: Darmstädter Echo vom 16. April 1983